# NK Olimpija Lublana (1945)
NK Olimpija Lublana – słoweński klub piłkarski z siedzibą w Lublanie, działający w latach 1945–2004.

## Historia
7 czerwca 1945 na skutek połączenia się dwóch lublańskich klubów: ŠD Tabor oraz ŠD Udarnik utworzono NK Enotnost, który w 1948 r. przemianowano na NK Odred. W 1953 r. drużyna ta po raz pierwszy awansowała do jugosłowiańskiej I ligi, spadając jednak po debiutanckim sezonie 1953/54. Kolejna promocja na najwyższy szczebel ligowy Socjalistycznej Federacyjnej Republiki Jugosławii nastąpiła w 1965 r., a od sezonu 1965/66 zespół ze stolicy Socjalistycznej Republiki Słowenii grał na nim przez 19 kolejnych edycji – do sezonu 1983/84 (najwięcej spośród wszystkich słoweńskich drużyn). W międzyczasie, w 1961 r. klub po raz kolejny zmienił nazwę – tym razem na NK Triglav, a w 1962 r. z inicjatywy poczmistrza Gerbaca – na NK Olimpija. W 1970 r. ekipa ta dotarła do finału Pucharu Jugosławii, a w 1972 r. i 1982 r. do półfinału tych rozgrywek. Dwukrotnie grała również w Pucharze Miast Targowych. Po rozpadzie Jugosławii, Olimpija czterokrotnie zdobywała mistrzostwo Słowenii (1992–1995) oraz czterokrotnie krajowy puchar.
W 2004 r. kłopoty finansowe klubu doprowadziły do jego bankructwa, choć drużyna dokończyła jeszcze sezon 2004/05 w słoweńskiej ekstraklasie. Na bazie Olimpiji utworzono nowy podmiot o nazwie NK Bežigrad, który rozpoczął rozgrywki od ligi okręgowej.

## Sukcesy
- Mistrzostwo Słowenii (4 razy): 1992, 1993, 1994, 1995
- Puchar Słowenii (4 razy): 1993, 1996, 2000, 2003
- Superpuchar Słowenii (1 raz): 1995
- Finał Pucharu Jugosławii (1 raz): 1970

## Europejskie puchary
Legenda do wszystkich tabel:
- Q – runda eliminacyjna, 1/16, 1/8, 1/4, 1/2 – odpowiednia faza rozgrywek, Grupa – runda grupowa, 1r gr – pierwsza runda grupowa, 2r gr – druga runda grupowa, F – finał, R – runda, PO – play-off
- k. – rzuty karne, los. – losowanie, Dogr. – dogrywka, w. – zasada bramek strzelonych na wyjeździe

| Sezon     | Rozgrywki                 | Runda | Klub                | Dom | Wyjazd | Ogólnie       |
| --------- | ------------------------- | ----- | ------------------- | --- | ------ | ------------- |
| 1966/67   | Puchar Miast Targowych    | 1R    | Ferencvárosi TC     | 3–3 | 0–3    | 3–6           |
| 1968/69   | Puchar Miast Targowych    | 1R    | Hibernian           | 0–3 | 1–2    | 1–5           |
| 1970/71   | Puchar Zdobywców Pucharów | 1R    | SL Benfica          | 1–1 | 1–8    | 2–9           |
| 1992/93   | Liga Mistrzów             | Q     | Norma Tallinn       | 3–0 | 2–0    | 5–0           |
| 1992/93   | Liga Mistrzów             | 1R    | A.C. Milan          | 0–3 | 0–4    | 0–7           |
| 1993/94   | Liga Mistrzów             | Q     | Skonto FC           | 0–1 | 1–0    | 1–1, k: 11–10 |
| 1994/95   | Puchar UEFA               | Q     | Lewski Sofia        | 3–2 | 2–1    | 5–3           |
| 1994/95   | Puchar UEFA               | 1R    | Eintracht Frankfurt | 1–1 | 0–2    | 1–3           |
| 1995/96   | Puchar UEFA               | Q     | Apollon Smyrnis     | 3–1 | 0–1    | 3–2           |
| 1995/96   | Puchar UEFA               | 1R    | Roda JC Kerkrade    | 2–0 | 0–5    | 2–5           |
| 1996/97   | Puchar Zdobywców Pucharów | Q     | Lewski Sofia        | 1–0 | 0–1    | 1–1, k: 4–3   |
| 1996/97   | Puchar Zdobywców Pucharów | 1R    | Aarhus GF           | 0–0 | 1–1    | 1–1, w.       |
| 1996/97   | Puchar Zdobywców Pucharów | 2R    | AEK Ateny           | 0–2 | 0–4    | 0–6           |
| 1998      | Puchar Intertoto          | 1R    | Makedonija          | 1–1 | 2–4    | 3–5           |
| 1999/2000 | Puchar UEFA               | Q     | FK Šiauliai         | 1–1 | 2–2    | 3–3, w.       |
| 1999/2000 | Puchar UEFA               | 1R    | RSC Anderlecht      | 0–3 | 1–3    | 1–6           |
| 2000/01   | Puchar UEFA               | Q     | Sheriff Tyraspol    | 3–0 | 0–0    | 3–0           |
| 2000/01   | Puchar UEFA               | 1R    | RCD Espanyol        | 2–1 | 0–2    | 2–3           |
| 2001/02   | Puchar UEFA               | Q     | Şəfa Baku           | 4–0 | 3–0    | 7–0           |
| 2001/02   | Puchar UEFA               | 1R    | Brøndby IF          | 2–4 | 0–0    | 2–4           |
| 2003/04   | Puchar UEFA               | Q     | Shelbourne          | 1–0 | 3–2    | 4–2           |
| 2003/04   | Puchar UEFA               | 1R    | Liverpool           | 1–1 | 0–3    | 1–4           |